# Royal Commission on the Defence of the United Kingdom
Die Royal Commission on the Defence of the United Kingdom wurde 1859 von Lord Palmerston eingesetzt, da sich in jener Zeit in Großbritannien die Sorgen mehrten, dass Frankreich eine Invasion Englands planen könnte. Zu dieser Zeit hatte es große Fortschritte in der Geschütztechnik gegeben und gleichzeitig setzte sich die Dampfschifffahrt immer mehr durch. Die französische Flotte war in der Zeit von 1854 bis 1858 so weit ausgebaut worden, dass sie zahlenmäßig der des Vereinigten Königreichs entsprach. Diese Umstände überzeugten Lord Palmerston, dass die militärische Küstenverteidigung des Großbritanniens zu schwach war, falls die Flotte an anderer Stelle eingesetzt wurde, um einen Invasionversuch abzuwehren.
Die Kommission bestand aus sechs Marine- und Armeeoffizieren und James Fergusson aus dem Treasury, der sich 1856/1857 bereits ausführlich über die unzureichenden Verteidigungsanlagen von Portsmouth geäußert hatte. Die Aufgabe der Kommission bestand darin den Zustand und die Leistungsfähigkeit der bestehenden und geplanten Festungen des Vereinigten Königreichs mit besonderem Augenmerk auf die Marinehäfen und -werften zu beurteilen.
Im Februar 1860 stellte der Bericht der Kommission fest, dass alle zur verfügungstehenden Streitkräfte zusammen keine ausreichende Verteidigung des Landes gegen eine Invasion sicherstellen konnten. Ein umfassendes Programm zum Bau von Festungen wurde beschlossen. Das Hauptaugenmerk unter der Leitung von Major William Jervois von den Royal Engineers sollte dabei auf Häfen und Werften der britischen Kriegsflotte liegen. Die Kommission empfahl, dass nur die wichtigsten Orte ausgebaut werden sollten. So wurden die Küstenbefestigungen von Portsmouth, Chatham, Plymouth, Portland Harbour und Milford Haven ausgebaut. Die Festungen sind als Palmerston Forts bekannt. Darüber hinaus wurde beschlossen, dass die Häfen von Portsmouth und Plymouth auch Befestigungen gegen Angriffe von Land her erhalten sollen.
Königin Victoria unterstützte die Planungen. Der Hauptgegner der Pläne war William Ewart Gladstone, zu jenem Zeitpunkt Chancellor of the Exchequer, der aus Protest von diesem Amt zurücktrat, als die Pläne angenommen wurden.
Als die Festungen in den 1880er Jahren alle fertiggestellt waren, war klar, dass die Franzosen nie ernsthaft eine Invasion geplant hatten. Der Deutsch-Französische Krieg von 1870 bis 1871 hatte die Invasionsgefahr endgültig beseitigt. Die Forts wurden nun als Palmerston Follies (deutsch etwa: Palmerstons Verrücktheiten) verspottet. Dies ist ein zu hartes Urteil, denn die Anlagen sollten der Abschreckung dienen, und in einer Zeit sich rasant entwickelnder Technik hatten sie es immer schwer, einen entsprechenden Schutz zu gewährleisten.